# Ashikaga

Ashikaga (足利市 Ashikaga-shi?) este un municipiu din Japonia, prefectura Tochigi. Orașul a fost fondat la 1 ianuarie 1921.

## Legături externe
Materiale media legate de municipiul Ashikaga la Wikimedia Commons
1. ↑   (PDF), Geospatial Information Authority of Japan[*], p. 22 https://www.gsi.go.jp/KOKUJYOHO/MENCHO/backnumber/GSI-menseki20210101.pdf Lipsește sau este vid: |title= (ajutor)